# Безсмертний Роман Петрович
Рома́н Петро́вич Безсме́ртний (нар. 15 листопада 1965, Мотижин, Макарівський район, Київська область, Українська РСР, СРСР) — український політик і дипломат, один з авторів Конституції України, учасник Мінського переговорного процесу у 2015—2016, 2019 роках.
Кандидат політичних наук, Народний депутат України ІІ, ІІІ, IV та V скликань. 6-й Посол України в Білорусі у 2010—2011 роках. Двічі обіймав посаду Віцепрем'єр-міністра України: у першому уряді Юлії Тимошенко займався питанням адміністративно-територіальної реформи, а уряді Юрія Єханурова — регіональною політикою. Викладач і почесний професор Київського університету культури і мистецтв і Педагогічного університету імені М. П. Драгоманова.

## Біографія
Роман Петрович Безсмертний народився 15 листопада 1965 року в селі Мотижин Макарівського району (нині — Бучанського району) на Київщині. 1983 року поступив на історичний факультет Київського педагогічному інституті імені М. О. Горького (нині — Національний педагогічний університет імені М. П. Драгоманова), який закінчив 1990 року зі спеціальністю «вчитель історії». Під час навчання служив строкову службу в Радянській армії. На старших курсах Роман викладав історію у школі № 3 міста Вишневе, що на Бучанщині, а 1989 року в сім'ї Романа та його дружини, Людмили, народилась донька.
Після випуску з інституту Роман Петрович до 1994 року працював вчителем історії в селищній школі № 2 Бородянки, брав участь в облаштуванні місцевого краєзнавчого музею. У ті ж роки він розпочав займатися політикою, вступивши в першу в новітній історії України Українську республіканську партію. Створена на основі Української Гельсінської спілки й очолювана Левком Лук'яненком, на відміну від інших українських демократичний сил під час розвалу СРСР, сповідувала неоконсерватизм.

### Початок політичної кар'єри
Під час дострокових парламентських виборів 1994 року Роман Безсмертний пройшов у Верховну Раду II скликання, отримавши перемогу на мажоритарному окрузі № 220 у Макарівському районі Київщини. На той час Безсмертному було 28 років. У Раді був секретарем депутатської групи «Державність», пізніше — член групи «Конституційний центр». У квітні 1997 року президент України, Леонід Кучма, призначив Романа Петровича Представником Президента України у Верховній Раді (на цій посаді він перебував і впродовж наступного склакання аж до квітя 2002 року).
Пізніше Безсмертний вийшов з лав «республіканців» і вступив до лав Народно-демократичної партії (НДП), у складія якої пройшов у парламент III скликання на виборах 1998 року. Входив у фракції НДП і ПРП «Реформи-Конгрес».

### Подальша політична кар'єра
На парламентських виборах 2002 року Роман Безсмертний був керівником передвиборчого штабу Блоку Віктора Ющенка «Наша Україна». Пройшов у Верховну Раду, разом з блоком, IV скликання під № 13 у списку.
На той час був безпартійним. З травня 2002 р. — член фракції «Наша Україна». Член Комітету з питань державного будівництва та місцевого самоврядування (з червня 2002 року). 3 березня 2005 р. склав депутатські повноваження. Під час президентських виборів 2004 р. — керівник виборчого штабу кандидата в президенти Віктора Ющенка; заступник керівника центрального штабу коаліції «Сила народу», створеної «Нашою Україною» та Блоком Юлії Тимошенко. У листопаді-грудні 2004 р. — комендант наметового містечка на Майдані під час Помаранчевої революції. З березня 2005 р. по грудень 2006 р. — голова ради партії «Наша Україна».
З 4 лютого по 29 листопада 2005 р. — віце-прем'єр-міністр з питань адміністративно-територіальної реформи в урядах Юлії Тимошенко і Юрія Єханурова. Після відставки уряду Юлії Тимошенко зайнявся підготовкою «Нашої України» до парламентських виборів 2006 року. Очолив виборчу кампанію блоку «Наша Україна». 2005 — віцепрем'єр-міністр України з питань адміністративно-територіальної реформи. Голова ради партії «Народний Союз — Наша Україна» (2005—2006), голова виконкому партії (2006—2007), керівник фракції «Наша Україна» у ВРУ (травень — грудень 2006). Заступник Глави Секретаріату Президента України (2007—2008).

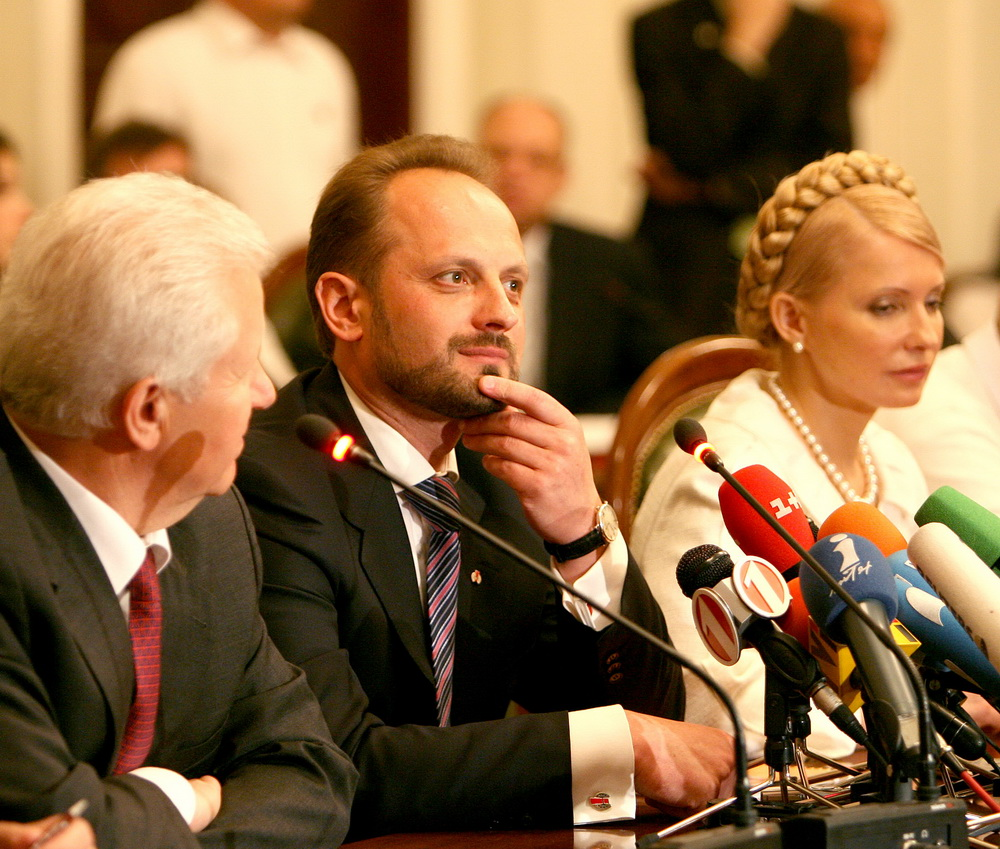
Безсмертний, Юлія Тимошенко й Олександр Мороз під час «коаліціади», 2006 рік

Народний депутат V скликання з квітня 2006 р. від блоку «Наша Україна», № 23 у партійному списку. Член Комітету з питань державного будівництва, регіональної політики та місцевого самоврядування. У квітні 2007 р. склав повноваження депутата Верховної Ради. З травня по грудень 2006 р. — голова фракції «Нашої України» у Верховній Раді. З грудня 2006 р. по липень 2007 р. — голова Центрального виконавчого комітету партії «Народний Союз Наша Україна».
4 квітня 2007 року призначений заступником Глави Секретаріату Президента України. Перебував на цій посаді до травня 2009 р., після чого знову повернувся до партійної роботи керівником виконкому «Нашої України».
- З 24 лютого 2010 р. по 3 червня 2011 р. — Надзвичайний і Повноважний посол України в Республіці Білорусь[2]. Роман Безсмертний був солідарний з європейським дипломатичним корпусом щодо подій, що відбулися під час і після президентських виборів у Білорусі в 2010 році. У січні 2011 р. проігнорував інаугурацію президента Білорусі Олександра Лукашенка. З березня 2016 р. вступив до лав Аграрної партії України, ставши керівником Центрального апарату партії. Наприкінці 2017 р. склав із себе повноваження керівника апарату цієї політичної партії.

У січні 2018 р., підсумовуючи свою попереднє політичне життя, заявив, що «стомився підносити патрони тим, хто не вміє стріляти». (Інтерв'ю на каналі ZIK, січень 2018 р.).
29 травня 2018 року заявив про намір брати участь у виборах Президента України 2019 року.
26 січня 2019 року на Установчих зборах обраний головою нової партії «РУХ +380».
4 лютого 2019 року Центральна виборча комісія зареєструвала Романа Безсмертного кандидатом в Президенти на чергових виборах 31 березня.
На Президентських виборах 2019 року Роман Безсмертний набрав 0,14 % виборців.
Викладач і почесний професор КНУКіМ.

### Мінський процес
2015 — представник України у політичній підгрупі контактної групи з врегулювання конфлікту на сході України (Мінський процес). Відстоює суверенітет та територіальну цілісність України, наполягає на припиненні вогню та звільненні заручників. Першим з представників України надав публічності Мінському процесу, відверто розповідаючи про внутрішні процеси переговорів з російською стороною та представниками окупованих територій. У квітні 2016 року вийшов зі складу перемовників Мінського процесу.
9 липня 2019 року Зеленський призначив Безсмертного представником України в робочій підгрупі з політичних питань Тристоронньої контактної групи. Однак, уже 13 серпня 2019 року указом Президента України Зеленського Роман Безсмертний був звільнений з посади.

#### Позиція під час Мінського процесу
1. Окуповані території сходу належать Україні.
2. Окупованим територіям слід дати шанс повернутися до України. Діалог потрібно вести насамперед із тими мешканцями Донбасу, які непричетні до прийняття рішень та не використовують зброю проти власної держави.
3. Окуповані території можуть повернутися до України на умовах Конституції. Будь-які розмови про внесення змін до Основного закону (заради повернення окупованих територій) мають бути припинені. Сувереном є весь український народ, а не його частина.
4. Україна повинна розробити стратегію щодо реінтеграції Донбасу.
5. Українська держава повинна мілітаризувати економіку, створити сильну армію.
6. Мінськ поки залишається єдиним майданчиком, де обговорюються питання звільнення заручників і припинення вогню. Він має існувати, доки на кону стоїть життя навіть однієї людини. Але українська влада, з метою посилення своїх позицій, повинна ініціювати переговори в іншому форматі у країні, яка не перебуває під впливом Росії (Швейцарія, Австрія тощо).
7. Окупація Донбасу є ілюстрацією безпекових проблем у всьому світі. Відтак Мінські переговори повинні стати відправною точкою для проведення загальноєвропейських та загальносвітових конференцій по глобальній безпеці.
8. Будучи представником Контактної групи з врегулювання конфлікту на сході України, Безсмертний окремо акцентував також на питанні повернення Криму. Його позиція: Крим, як і Донбас, завжди був, є і буде частиною України; йому також потрібно дати шанс повернутися до складу Української держави; для повернення Криму українська влада повинна розробити окрему стратегію. Процеси реінтеграції Донбасу та Криму мають бути різними і за часом, і за методикою.

## Громадська діяльність
Виступав за звільнення українського режисера Олега Сенцова під час його ув'язнення в Росії

## Родина та особисте життя
Батьки Безсмертного: Петро Кирилович (нар. 1941 — пом. 2005) та Ольга Дем'янівна (нар. 1941). Батько працював землевпорядником у Мотижині, а мати — молодшою медсестрою Мотижинської дільничної лікарні, зараз на пенсії.
Був двічі одружений. Вперше з Людмилою Леонідівною (нар. 1963), вчителем історії київської школи № 286. 1989 року в них народилася донька, Лілія. Вдруге Безсмертний одружився з Тетяною Олександрівною Мокріді (нар. 1971). У Тетяни Мокріді від першого шлюбу є син, Владислав (нар. 1991). Також у пари народились дві спільні доньки — Єлізавета та Анастасія (нар. 2012).
Грає у футбол, волейбол і баскетбол. Подобається як класична так і інструментальна музика, розводити рослини. Полюбляє відпочивати в рідному селі, де розводить кролів. Безсмертному особливо подобається роман «Третя Рота» Володимира Сосюри 

### Перебування в окупації
На початку повномасштабного вторгнення армії РФ в Україну, із 24 лютого по 29 березня 2022 року, Роман Безсмертний перебував на батьківській садибі в Мотижині, який у цей час тимчасово контролювали російські окупанти.

## Нагороди
- Орден «За заслуги» I ст. (23 січня 2009) — за вагомий особистий внесок у забезпечення створення Національного історико-культурного заповідника «Гетьманська столиця» в м. Батурин, плідну громадсько-політичну діяльність[13]
- Орден «За заслуги» II ст. (18 січня 2007) — за заслуги у державному будівництві, вагомий внесок у розвиток і зміцнення демократичної, соціальної і правової України та з нагоди Дня Соборності України[14]
- Орден «За заслуги» III ст. (11 грудня 1996) — за заслуги в розвитку української державності, активну участь у конституційному процесі[15]